# Togkatastrofen i Forlev
Togkatastrofen i Forlev er en dokumentarfilm om en togulykke i Forlev. Filmens instruktør er ukendt.

## Handling
22. januar 1916 afsporede og væltede ni vogne i et godstog ved Forlev station. De væltede vogne lå ind over nabosporet, hvor de blev påkørt af et modkørende godstog. Et jernrør var under kørslen gledet ned mellem vognene og havde forårsaget afsporingen.